# ケルン大司教

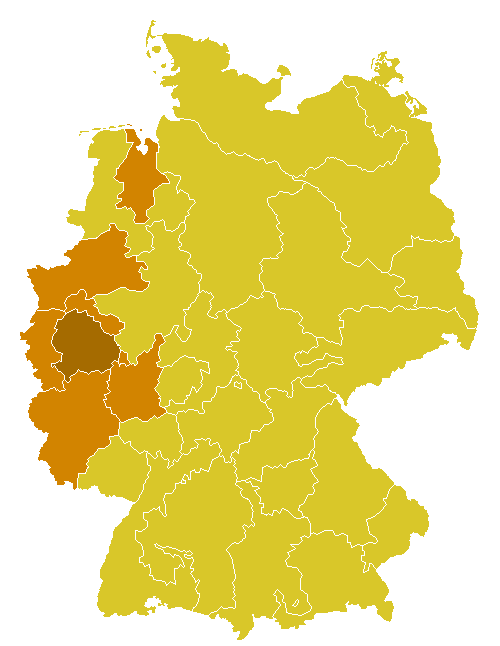
ケルンの司教領を中心とした司教区。

ケルン大司教（ケルンだいしきょう、Erzbischof von Köln、複数形はErzbischöfe von Köln）は、カトリック教会のドイツ、ケルン教区の首長、大司教である。

## 歴史

### 中世
ローマから最も早くキリスト教が伝来したケルンは、313年皇帝コンスタンティヌス1世が発布したミラノ勅令により司教座が設置された。8世紀末には司教座が昇格し大司教座になり同時に領地は大司教領に昇格した。6世紀末〜13世紀末にかけてケルン司教（大司教）はフランク王国・東フランク王国・神聖ローマ帝国の宮廷と密接な関係を持った。
大司教座の置かれたケルン一帯は、ケルン大司教を領主とする聖職領邦となり、大司教座附属学校 (Domschule) の置かれたケルンはライン川流域の政治・文化の中心となった。またドミニコ会が設立したケルン大司教区付属神学校 (studium generale et solemne) ではアルベルトゥス・マグヌスやマイスター・エックハルトなど中世の重要な思想家が講義を行ない、スコラ学最大の神学者となるトマス・アクィナスなどが学んだ。そしてマイスター・エックハルトによってケルン大司教区付属神学校と大司教座附属学校はドイツ神秘主義思想の発展に大きくかかわることとなり、両校を母体に1388年ケルン大学が創立された。

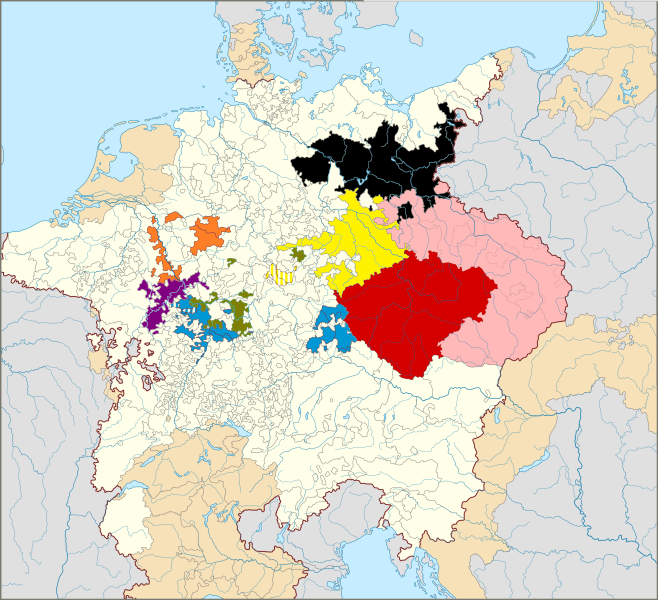
深緑＝マインツ、オレンジ＝ケルン、紫＝トリーア、赤&うすピンク＝ボヘミア、黒＝ブランデンブルク、黄＝ザクセン、青＝ライン宮中伯(プファルツ)

1198年、ローマ教皇インノケンティウス3世はヴェルフ家とホーエンシュタウフェン朝のローマ王位争いについて、「ライン川流域の4人の諸侯、マインツ大司教・ケルン大司教・トリーア大司教・ライン宮中伯の賛同が不可欠である」と宣言したため、ケルン大司教は事実上の選帝侯に昇格し大司教領も事実上の選帝侯領に昇格した。
1356年皇帝カール4世が金印勅書を発布し大司教は正式に選帝侯に昇格した。
1457年ケルン市は帝国自由都市となり、選帝侯領はボンが新たな首都となった。
15世紀にマインツ選帝侯が行うようになるまでは選出された国王に帝冠を戴冠するのはケルン大司教選帝侯の職務であった、またケルン大司教選帝侯は帝国の構成国の一つイタリア王国の大書記官長だったが時代が進むに連れその官位は形式上のものになった。
1512年に選帝侯領が帝国クライスに組み込まれると、ケルン選帝侯領もクールライン・クライスの成員になった。

### 近世
宗教改革の影響を受けたケルン選帝侯ゲープハルト・トゥルフゼス・フォン・ヴァルトブルクは1582年にカルヴァン派に改宗した。これによりエルンスト・フォン・バイエルンが対立司教に選出され、1583年にケルン戦争が勃発した。最終的にはヴァルトブルクが退位させられた。以降1761年までバイエルン系ヴィッテルスバッハ家が選帝侯位を独占した。三十年戦争ではカトリック側で参戦した。
1789年にフランス革命が起き、それが原因となって引き起こされたフランス革命戦争及びナポレオン戦争では幾度ともなく領土を占領された。
1801年、リュネヴィルの和約によりライン左岸の領土がフランスに併合された。1803年2月25日、帝国代表者会議主要決議により領土がヘッセン＝ダルムシュタット方伯領やアレンベルク公領に併合され、ケルン選帝侯領は消滅した。
1824年、選帝権および領土を持たない大司教職として再設立され、21世紀に至る。

## 一覧

### ケルン大司教（784年 – 1198年）
- 1193年 – 1205年：アドルフ・フォン・アルテナ（英語版）

### ケルン選帝侯（1198年 – 1803年）
- 1205年 – 1208年：ブルーノ4世・フォン・ザイン（英語版）
- 1208年 – 1212年：ディートリヒ1世・フォン・ヘンゲバッハ（英語版）
- 1212年 – 1216年：アドルフ・フォン・アルテナ（英語版）
- 1216年 – 1225年：エンゲルベルト1世・フォン・ケルン（英語版）
- 1225年 – 1238年：ハインリヒ1世・フォン・ケルン（英語版）
- 1238年 – 1261年：コンラート・フォン・ホッホシュターデン（英語版）
- 1261年 – 1274年：エンゲルベルト2世・フォン・ファルケンブルク（ドイツ語版）
- 1275年 – 1297年：ジークフリート・フォン・ヴェスターブルク（英語版）
- 1297年 – 1304年：ヴィクボルト・フォン・ホルテ（英語版）
- 1304年 – 1332年：ハインリヒ2世・フォン・フィルネブルク（英語版）
- 1332年 – 1349年：ヴァルラム・フォン・ユーリヒ（英語版）
- 1349年 – 1362年：ヴィルヘルム・フォン・ゲンネップ（英語版）
- 1363年 – 1364年：アドルフ・フォン・デア・マルク
- 1364年 – 1368年：エンゲルベルト3世・フォン・デア・マルク（英語版）
- 1370年 – 1414年：フリードリヒ3世・フォン・ザールヴェルデン（英語版）
- 1414年 – 1463年：ディートリヒ2世・フォン・メールス（ドイツ語版）
- 1463年 – 1480年：ループレヒト・フォン・デア・プファルツ（英語版）
- 1480年 – 1508年：ヘルマン4世・フォン・ヘッセン（英語版）
- 1508年 – 1515年：フィリップ2世・フォン・ダウン（英語版）
- 1515年 – 1547年：ヘルマン5世・フォン・ヴィート（英語版）
- 1547年 – 1556年：アドルフ・フォン・シャウムブルク（英語版）
- 1557年 – 1558年：アントン・フォン・シャウンブルク（英語版）
- 1558年 – 1562年：ゲープハルト・フォン・マンスフェルト（英語版）
- 1562年 – 1567年：フリードリヒ4世・フォン・ヴィート（英語版）
- 1567年 – 1577年：ザレンティン・フォン・イーゼンブルク（英語版）
- 1577年 – 1583年：ゲープハルト・トゥルフゼス・フォン・ヴァルトブルク（英語版）
- 1583年 – 1612年：エルンスト・フォン・バイエルン（英語版）
- 1612年 – 1650年：フェルディナント・フォン・バイエルン（英語版）
- 1650年 – 1688年：マクシミリアン・ハインリヒ・フォン・バイエルン（英語版）
- 1688年 – 1723年：ヨーゼフ・クレメンス・フォン・バイエルン
- 1723年 – 1761年：クレメンス・アウグスト・フォン・バイエルン
- 1761年 – 1784年：マクシミリアン・フリードリヒ・フォン・ケーニヒゼック＝ローテンフェルス（英語版）
- 1784年 – 1801年：マクシミリアン・フランツ・フォン・エスターライヒ
- 1801年 – 1803年：アントン・ヴィクトル・フォン・エスターライヒ（英語版）

### ケルン大司教（1824年 – ）
- 1824年 – 1835年：フェルディナント・アウグスト・フォン・シュピーゲル（英語版）
- 1835年 – 1845年：クレメンス・アウグスト・フォン・ドロステ＝フィシェリング
- 1845年 – 1866年：ヨハンネス・フォン・ガイセル（英語版）
- 1866年 – 1885年：パウル・メルケルス（英語版）
- 1885年 – 1899年：フィリップ・クレメンツ（英語版）
- 1899年 – 1902年：フーベルト・テオフィル・ジマル（ドイツ語版）
- 1902年 – 1912年：アントン・フーベルト・フィッシャー（英語版）
- 1912年 – 1919年：フェリクス・フォン・ハルトマン（英語版）
- 1920年 – 1941年：カール・ヨーゼフ・シュルテ（英語版）
- 1942年 – 1969年：ヨーゼフ・フリンクス（英語版）
- 1969年 – 1987年：ヨーゼフ・ヘフナー（英語版）
- 1988年 – 2014年：ヨアヒム・マイスナー
- 2014年 – ：ライナー・ヴェルキ（英語版）